# Yasuo Takamori
Yasuo Takamori (高森 泰男 Takamori Yasuo?,  3 de marzo de 1934 en Okayama - ?) fue un futbolista japonés que se desempeñaba como defensa.
Takamori jugó 30 veces para la selección de fútbol de Japón entre 1955 y 1963. Takamori fue elegido para integrar la selección nacional de Japón para los Juegos Olímpicos de Verano de 1956.

## Trayectoria

### Clubes
| Club         | País  | Año         |
| ------------ | ----- | ----------- |
| Nippon Kokan | Japón | 1956 - 1968 |

### Selección nacional
| Selección | País  | Año         |
| --------- | ----- | ----------- |
| Absoluta  | Japón | 1955 - 1963 |

## Estadística de equipo nacional
| Selección de Japón | Selección de Japón | Selección de Japón |
| Año                | Part.              | Goles              |
| ------------------ | ------------------ | ------------------ |
| 1955               | 5                  | 0                  |
| 1956               | 3                  | 0                  |
| 1957               | 0                  | 0                  |
| 1958               | 4                  | 0                  |
| 1959               | 10                 | 0                  |
| 1960               | 1                  | 0                  |
| 1961               | 2                  | 0                  |
| 1962               | 3                  | 0                  |
| 1963               | 2                  | 0                  |
| Total              | 30                 | 0                  |